# Bruce Beutler
Bruce Alan Beutler (* 29. prosince 1957, Chicago, Illinois) je americký imunolog a genetik, jenž obdržel spolu s Julesem A. Hoffmannem Nobelovu cenu za fyziologii a lékařství pro rok 2011 za „objev týkající se aktivace vrozené imunity.“ Třetím nositelem ceny z daného roku, který získal polovinu z celkové finanční odměny, se stal Ralph M. Steinman za „objev dendritických buněk a jejich role v rámci získané imunity.“
K roku 2011 Beutler působil jako ředitel Centra Genetiky obranyschopnosti hostitele v Jihozápadního lékařského ústavu Texaské univerzity (UT Southwestern Medical Center) a současně byl profesorem a ředitelem Oddělení genetiky Výzkumného institutu Scrippsové (Scripps Research Institute) v kalifornském La Jolla. Jeho otec byl hematolog a genetik Ernest Beutler, který pracoval také jako profesor a vedoucí oddělení ve Výzkumném institutu Scrippsové.
Jako průkopník je spojen se vznikem výzkumných studií na molekulární a genetické úrovni zánětu a vrozené imunity. Stal se prvním, kdo izoloval myší faktor nádorové nekrózy-alfa (TNF-α), a demonstroval význam tohoto cytokinu při zánětlivém procesu, když dokázal jeho důležitou roli při rozvoji šoku indukovaného endotoxiny. Zkoumá také lipopolysacharidy (LPS) – skupinu endotoxinů, podílející se na rozvoji např. septického šoku.

## Vzdělání
V letech 1959–1977 žil v jižní Kalifornii. Střední školu vystudoval na pasadenské Polytechnic School. Na Kalifornské univerzitě v San Diegu promoval v osmnácti letech roku 1976. Poté pokračoval studiem lékařství na Chicagské univerzitě, kde v roce 1981 obdržel lékařský titul (M.D.).

## Akademická dráha
V letech 1981–1983 působil jako sekundární lékař na interním oddělení Jihozápadního lékařského ústavu Texaské univerzity v Dallasu a také absolvoval stáže na neurologickém oddělení. V období 1983–1985 byl postgraduálním studentem na Rockefellerově univerzitě v laboratoři Anthony Ceramiho, na níž se stal roku 1985 odborným asistentem.
Roku 1986 se vrátil na pozici odborného asistenta na interní oddělení na univerzitu do Dallasu a pokračoval ve vědecké kariéře na Lékařském institutu Howarda Hughese, kde strávil dalších čtrnáct let. V roce 1990 se na těchto pracovištích habilitoval (docent) a v roce 1996 byl jmenován profesorem.
V roce 2000 přešel na profesorskou pozici do oddělení imunologie Výzkumného institutu Scrippsové v kalifornském La Jolla a roku 2007 se zde stal vedoucím nově zřízeného Oddělení genetiky. V roce 2011 se přestěhoval zpět do Jihozápadního lékařského ústavu Texaské univerzity, kde je ředitelem Centra genetiky obranyschopnosti hostitele.

## Ocenění a členství
V průběhu života byl zvolen za člena řady čestných akademických společností, včetně Národní akademie věd Spojených států amerických a Institute of Medicine. Stal se také mimořádným členem Evropské organizace molekulární biologie (EMBO), členem Asociace amerických lékařů (Association of American Physicians) a Americké společnosti pro klinický výzkum (American Society for Clinical Investigation).
Přehled ocenění
- Nobelova cena za fyziologii a medicínu (2011, spolu s Ralphem M. Steinmanem a Julesem A. Hoffmannem)[1]
- Shawova cena (2011; Shaw Prize, další nositelé Jules A. Hoffmann a Ruslan M. Medzhitov)
- Každoroční cena za výzkum Institutu Willa Rogerse (Will Rogers Institute Annual Prize for Research, 2009)
- Cena Lékařského centra v Albany (2009; Albany Medical Center Prize, další nositelé Charles A. Dinarello a Ralph M. Steinman)[5]
- Balzanova cena v oblasti vrozené imunity (2007; Balzan Prize for Innate Immunity, další nositel Jules A. Hoffmann).
- Čestný doktorát lékařství na Technické univerzitě v Mnichově, Německo (2007).
- Cena Williama B. Coleyho Výzkumného institutu nádorového bujení, USA (2006; William B. Coley Award, další nositel Šizuo Akira).
- Gran Prix Charles-Leopold Mayer, Académie des sciences, Francie (2006).
- Cena Roberta Kocha, Nadace Roberta Kocha (2004; Robert Koch Prize; další nositelé Jules A. Hoffmann a Šizuo Akira).
- Institut vědeckých informací uvedlo Beutlera jako vysoce citovaného vědce od roku 2001 a označilo jej za vlivnou osobnost na poli imunologie.

## Soukromý život
V období 1980–1988 byl ženatý s Barbarou Beutlerovou, rozenou Lanzlovou. Mají spolu tři děti Daniela (nar. 1983), Elliota (nar. 1984) a Jonathana (nar. 1987).